# دوايت سكوفيلد
دوايت سكوفيلد (بالإنجليزية: Dwight Schofield)‏ هو لاعب هوكي الجليد أمريكي، ولد في 25 مارس 1956 في والثام في الولايات المتحدة.

## وصلات خارجية
- دوايت سكوفيلد على موقع دوري الهوكي الوطني (الإنجليزية)
- دوايت سكوفيلد على موقع قاعة مشاهير الهوكي (لاعب أن.إتش.أل) (الإنجليزية)
- دوايت سكوفيلد على موقع EliteProspects.com (الإنجليزية)
- دوايت سكوفيلد على موقع HockeyDB.com (الإنجليزية)
- دوايت سكوفيلد على موقع Hockey-Reference.com (الإنجليزية)